# Copa América der Frauen 2022
Die 9. Copa América der Frauen (spanisch Copa América Femenina) fand vom 8. bis 30. Juli 2022 in Kolumbien statt. Kolumbien war damit zum ersten Mal Gastgeber des Turniers. Titelverteidiger ist Brasilien. Es nahmen wieder alle Mitglieder der CONMEBOL teil. Anders als bei den letzten Austragungen folgte nach der Gruppenphase keine weitere Gruppenphase der vier besten Mannschaften, sondern eine K.-o.-Runde mit Halbfinale und Platzierungsspielen. Zudem spielten die Drittplatzierten der Gruppenphase um den fünften Platz. Sieger wurde zum achten Mal Brasilien, aber zum ersten Mal ohne Gegentor.
Das Turnier diente auch als Qualifikation für die Weltmeisterschaft 2023 in Australien und Neuseeland, die Panamerikanischen Spiele 2023 in Santiago de Chile und die  Olympischen Spiele 2024 in Paris. Die drei besten Mannschaften qualifizierten sich direkt für die WM, die viert- und fünftplatzierten Mannschaften qualifizierten sich für ein Playoff-Turnier, bei dem sich zwei weitere Mannschaften für die WM qualifizieren können. Neben Gastgeber Chile konnten sich drei weitere Mannschaften für die Panamerikanischen Spiele qualifizieren. Das Turnier fand parallel zu den Kontinentalmeisterschaften der Frauen in Afrika (Afrika-Cup 2022), Europa (Fußball-Europameisterschaft der Frauen 2022), Ozeanien (Ozeanienmeisterschaft 2022) und Nord- und Mittelamerika sowie der Karibik (CONCACAF W Championship 2022) statt, die außer der EM auch als Qualifikation für die Weltmeisterschaft 2023 dienten. UEFA und CONMEBOL vereinbarten am 2. Juni 2022, dass der Europameister und der Südamerikameister ein Spiel um die UEFA-CONMEBOL Women’s Finalissima 2023 austragen.

## Spielorte
| Armenia |

| Bucaramanga |

| Cali |

| Armenia |

| Bucaramanga |

| Cali |

## Vorrunde
Die Auslosung der Vorrundengruppen fand am 7. April 2022 in statt.
Alle Zeitangaben entsprechen UTC−5.

### Gruppe A
| Pl. | Land      | Sp. | S | U | N | Tore    | Diff. | Punkte |
| --- | --------- | --- | - | - | - | ------- | ----- | ------ |
| 1.  | Kolumbien | 4   | 4 | 0 | 0 | 013:300 | +10   | 12     |
| 2.  | Paraguay  | 4   | 3 | 0 | 1 | 009:700 | +2    | 09     |
| 3.  | Chile     | 4   | 2 | 0 | 2 | 009:800 | +1    | 06     |
| 4.  | Ecuador   | 4   | 1 | 0 | 3 | 009:700 | +2    | 03     |
| 5.  | Bolivien  | 4   | 0 | 0 | 4 | 001:160 | −15   | 0      |

|                                       |   |           |           |
| 8. Juli 2022 um 16:00 Uhr in Cali     |   |           |           |
| Bolivien                              | – | Ecuador   | 1:6 (0:3) |
| 8. Juli 2022 um 19:00 Uhr in Cali     |   |           |           |
| Kolumbien                             | – | Paraguay  | 4:2 (2:1) |
| 11. Juli 2022 um 16:00 Uhr in Cali    |   |           |           |
| Paraguay                              | – | Chile     | 3:2 (2:1) |
| 11. Juli 2022 um 19:00 Uhr in Cali    |   |           |           |
| Bolivien                              | – | Kolumbien | 0:3 (0:1) |
| 14. Juli 2022 um 16:00 Uhr in Cali    |   |           |           |
| Paraguay                              | – | Bolivien  | 2:0 (1:0) |
| 14. Juli 2022 um 19:00 Uhr in Cali    |   |           |           |
| Chile                                 | – | Ecuador   | 2:1 (1:0) |
| 17. Juli 2022 um 16:00 Uhr in Cali    |   |           |           |
| Chile                                 | – | Bolivien  | 5:0 (4:0) |
| 17. Juli 2022 um 19:00 Uhr in Cali    |   |           |           |
| Ecuador                               | – | Kolumbien | 1:2 (1:2) |
| 20. Juli 2022 um 19:00 Uhr in Armenia |   |           |           |
| Kolumbien                             | – | Chile     | 4:0 (4:0) |
| 20. Juli 2022 um 19:00 Uhr in Cali    |   |           |           |
| Ecuador                               | – | Paraguay  | 1:2 (1:1) |

### Gruppe B
| Pl. | Land        | Sp. | S | U | N | Tore    | Diff. | Punkte |
| --- | ----------- | --- | - | - | - | ------- | ----- | ------ |
| 1.  | Brasilien   | 4   | 4 | 0 | 0 | 017:000 | +17   | 12     |
| 2.  | Argentinien | 4   | 3 | 0 | 1 | 010:400 | +6    | 09     |
| 3.  | Venezuela   | 4   | 2 | 0 | 2 | 003:500 | −2    | 06     |
| 4.  | Uruguay     | 4   | 1 | 0 | 3 | 006:900 | −3    | 03     |
| 5.  | Peru        | 4   | 0 | 0 | 4 | 000:180 | −18   | 0      |

|                                       |   |             |           |
| 9. Juli 2022 um 16:00 Uhr in Armenia  |   |             |           |
| Uruguay                               | – | Venezuela   | 0:1 (0:0) |
| 9. Juli 2022 um 19:00 Uhr in Armenia  |   |             |           |
| Brasilien                             | – | Argentinien | 4:0 (2:0) |
| 12. Juli 2022 um 16:00 Uhr in Armenia |   |             |           |
| Uruguay                               | – | Brasilien   | 0:3 (0:2) |
| 12. Juli 2022 um 19:00 Uhr in Armenia |   |             |           |
| Argentinien                           | – | Peru        | 4:0 (1:0) |
| 15. Juli 2022 um 16:00 Uhr in Armenia |   |             |           |
| Argentinien                           | – | Uruguay     | 5:0 (1:0) |
| 15. Juli 2022 um 19:00 Uhr in Armenia |   |             |           |
| Peru                                  | – | Venezuela   | 0:2 (0:1) |
| 18. Juli 2022 um 16:00 Uhr in Armenia |   |             |           |
| Venezuela                             | – | Brasilien   | 0:4 (0:1) |
| 18. Juli 2022 um 19:00 Uhr in Armenia |   |             |           |
| Peru                                  | – | Uruguay     | 0:6 (0:0) |
| 21. Juli 2022 um 19:00 Uhr in Cali    |   |             |           |
| Brasilien                             | – | Peru        | 6:0 (4:0) |
| 21. Juli 2022 um 19:00 Uhr in Armenia |   |             |           |
| Venezuela                             | – | Argentinien | 0:1 (0:0) |

## Finalrunde

### Spiel um Platz 5 / WM-Play-off-Spiel
Der Sieger qualifiziert sich für das interkontinentale WM-Play-off-Turnier.
|                                       |   |           |                      |
| 24. Juli 2022 um 19:00 Uhr in Armenia |   |           |                      |
| Chile                                 | – | Venezuela | 1:1 (0:0), 4:2 i. E. |

### Halbfinale
Die Sieger qualifizierten sich für die WM in Australien und Neuseeland sowie die Olympischen Spiele 2024.
|                                           |   |             |           |
| 25. Juli 2022 um 19:00 Uhr in Bucaramanga |   |             |           |
| Kolumbien                                 | – | Argentinien | 1:0 (0:0) |
| 26. Juli 2022 um 19:00 Uhr in Bucaramanga |   |             |           |
| Brasilien                                 | – | Paraguay    | 2:0 (2:0) |

### Spiel um Platz 3
Der Sieger qualifizierte sich für die WM, der Verlierer nahm am interkontinentalen WM-Play-off-Turnier teil, wo Paraguay an Panama scheiterte.
|                                       |   |          |           |
| 29. Juli 2022 um 19:00 Uhr in Armenia |   |          |           |
| Argentinien                           | – | Paraguay | 3:1 (0:1) |

### Finale
| Kolumbien | Kolumbien | Brasilien | Brasilien |
| --- | --- | --- | --------- |
| Kolumbien | \| Sa. 30. Juli 2022 um 19:00 Uhr COT (So. 31. Juli 2022 um 2:00 Uhr MESZ) in Bucaramanga (Estadio Alfonso López) \| \| Ergebnis: 0:1 (0:1) \| \| Zuschauer: 28.000 \| \| Schiedsrichterin: Laura Fortunato ( Argentinien) \| \| Spielbericht \|    | \| Sa. 30. Juli 2022 um 19:00 Uhr COT (So. 31. Juli 2022 um 2:00 Uhr MESZ) in Bucaramanga (Estadio Alfonso López) \| \| Ergebnis: 0:1 (0:1) \| \| Zuschauer: 28.000 \| \| Schiedsrichterin: Laura Fortunato ( Argentinien) \| \| Spielbericht \| | Brasilien |
| Kolumbien | Catalina Pérez • Manuela Vanegas, Jorelyn Carabalí, Daniela Arias, Daniela Caracas • Lorena Bedoya (85. Gisela Robledo), Daniela Montoya • Catalina Usme, Leicy Santos, Linda Caicedo • Mayra Ramírez (63. Diana Ospina) Cheftrainer: Nelson Abadía | Lorena • Tamires, Rafaelle , Tainara, Antônia • Kerolin (67. Luana), Ary Borges (67. Gabi Portilho), Angelina (8. Duda), Adriana • Debinha, Bia Zaneratto (87. Geyse Ferreira) Cheftrainerin: Pia Sundhage ( Schweden)                           | Brasilien |
| Kolumbien | 0:1 Debinha (39., Elfmeter) | | Brasilien |
| Kolumbien | Lorena Bedoya | Tainara, Antônia, Bia Zaneratto | Brasilien |
| Kolumbien | Spieler des Spiels: Linda Caicedo (Kolumbien) | | Brasilien |
| Sa. 30. Juli 2022 um 19:00 Uhr COT (So. 31. Juli 2022 um 2:00 Uhr MESZ) in Bucaramanga (Estadio Alfonso López) | | |           |
| Ergebnis: 0:1 (0:1)                                                                                            | | |           |
| Zuschauer: 28.000                                                                                              | | |           |
| Schiedsrichterin: Laura Fortunato ( Argentinien)                                                               | | |           |
| Spielbericht                                                                                                   | | |           |

- Schiedsrichtergespann:  Mariana de Almeida und  Daiana Milone (Assistentinnen),  Adriana Farfán (Vierte Offizielle),  Zulma Quiñónez (Videoassistentin),  Susana Corella und  Mónica Amboya (AVAR)

## Schiedsrichterinnen
Hauptschiedsrichterinnen
- Laura Fortunato
- Adriana Farfán
- Edina Alves Batista
- María Carvajal
- María Daza
- Susana Corella
- Zulma Quiñónez
- Elizabeth Tintaya
- Anahí Fernández
- Yercinia Correa
- Sandra Braz (UEFA)

Schiedsrichterassistentinnen
- Mariana de Almeida
- Daiana Milone
- Liliana Bejarano
- Inés Choque
- Neuza Back
- Leila Moreira
- Cindy Nahuelcoy
- Loreto Toloza
- Mónica Amboya
- Viviana Segura
- Nataly Arteaga
- Eliana Ortiz
- Laura Miranda
- Nadia Weiler
- Gabriela Moreno
- Thyty Rodríguez
- Vera Yupanqui
- Luciana Mascaraña
- Adela Sánchez
- Laura Cárdenas
- Thaity Dugarte
- Andreia Sousa (UEFA)
- Rita Cabañero Mompó (UEFA)

Die ursprünglich nominierte Laura Cárdenas (Venezuela) wurde durch Thyty Rodríguez (Peru) ersetzt.

## Beste Torschützinnen
| Rang | Spielerin              | Tore |
| ---- | ---------------------- | ---- |
| 01   | Yamila Rodríguez       | 6    |
| 2    | Adriana                | 5    |
| 2    | Debinha                | 5    |
| 04   | Florencia Bonsegundo   | 3    |
| 04   | Bia Zaneratto          | 3    |
| 04   | Jessica Martínez       | 3    |
| 04   | Deyna Castellanos      | 3    |
| 8    | Eliana Stábile         | 2    |
| 8    | Ary Borges             | 2    |
| 8    | Duda                   | 2    |
| 8    | Yenny Acuña            | 2    |
| 8    | Francisca Lara         | 2    |
| 8    | Marthina Aguirre       | 2    |
| 8    | Nayely Bolaños         | 2    |
| 8    | Daniela Arias          | 2    |
| 8    | Linda Caicedo          | 2    |
| 8    | Daniela Montoya Quiroz | 2    |
| 8    | Mayra Ramírez          | 2    |
| 8    | Manuela Vanegas        | 2    |
| 8    | Rebeca Fernández       | 2    |
| 8    | Pamela González        | 2    |
| 8    | Esperanza Pizarro      | 2    |
| 23   | Estefanía Banini       | 1    |
| 23   | Érica Lonigro          | 1    |
| 23   | Érika Salvatierra      | 1    |
| 23   | Duda Santos            | 1    |
| 23   | Geyse Ferreira         | 1    |
| 23   | Fe Palermo             | 1    |
| 23   | Yesenia López          | 1    |
| 23   | Daniela Pardo          | 1    |
| 23   | Camila Sáez            | 1    |
| 23   | Mary Valencia          | 1    |
| 23   | Daniela Zamora         | 1    |
| 23   | Nicole Charcopa        | 1    |
| 23   | Joselyn Espinales      | 1    |
| 23   | Giannina Lattanzio     | 1    |
| 23   | Danna Pesántez         | 1    |
| 23   | Kerlly Real            | 1    |
| 23   | Liana Salazar          | 1    |
| 23   | Leicy Santos           | 1    |
| 23   | Catalina Usme          | 1    |
| 23   | Lice Chamorro          | 1    |
| 23   | Fany Gauto             | 1    |
| 23   | Ramona Martínez        | 1    |
| 23   | Celsa Sandoval         | 1    |
| 23   | Belen Aquino           | 1    |
| 23   | Ximena Velazco         | 1    |
| 23   | Oriana Altuve          | 1    |

- Zudem drei Eigentore

## Women’s Finalissima 2023
UEFA und CONMEBOL vereinbarten am 2. Juni 2022, dass der Europameister 2022 und der Südamerikameister 2022 ein Spiel um die UEFA-CONMEBOL Women’s Finalissima austragen. Das Spiel fand am 6. April 2023 im Londoner Wembley-Stadion statt. England gewann gegen Brasilien mit 4:2 im Elfmeterschießen nach einem 1:1 in der regulären Spielzeit.